# فيليب بيرغ (حاخام)
فيليب بيرغ (بالإنجليزية: Philip Berg)‏ هو حاخام أمريكي، ولد في 20 أغسطس 1927 في بروكلين في الولايات المتحدة، وتوفي في 16 سبتمبر 2013 في لوس أنجلوس في الولايات المتحدة.